# 뉘른베르크법
뉘른베르크법(독일어: Nürnberger Gesetze)은 1935년 9월 15일 뉘른베르크 전당대회에서 발표된 나치 독일의 반유대주의 법이다. 국가사회주의 독일 노동자당(약칭 나치당 또는 NSDAP) 정권 하에서 제정된 2개의 법률 《독일인의 피와 명예를 지키기 위한 법률》(Gesetz zum Schutze des deutschen Blutes und der deutschen Ehre)과 《국가시민법》(독일어: Reichsbürgergesetz)의 총칭이다. 유대인의 권리를 박탈한 법률로 악명이 높다. 이 법들이 《뉘른베르크법》이라고 총칭된 것은 제정 당시 뉘른베르크에서 나치당의 전당대회가 열리고 있었으며, 특례로 그곳에서 의회가 소집되어 제정된 법률이었기 때문에 별칭으로 붙은 것이다.

## 배경
히틀러가 집권한 직후부터 나치당은 인종에 기반한 민족공동사회 건설을 꿈꾸며 인종주의 정책을 도입하기 시작하였고, 1933년 4월 7일 이미 유대인 등 외국계 인구를 법조, 공무, 교직 등에서 추방하는 법률을 통과시켰다. 1933년 7월 통과된 유전병 자손 방지법에 따라 유전병을 비롯한 장애를 가진 사람을 비롯하여 상습적 범죄자, 부랑자, 롬인, 흑인 등에 대해 불임수술과 격리수용이 강제되기 시작했다.
그럼에도 독일 사회에서 유대인이 완전히 배제되지 않은 것에 대해 돌격대 등 당내 급진파는 불만을 가지고 있었고, 한때 잦아들었던 유대인에 대한 폭력 행위가 1935년 다시 빈발하기 시작했다. 이로 인한 사회 혼란과 외교적 이미지 손상을 우려한 나치당 지도부는 평당원들에게 이러한 사적 제재를 자제해줄 것을 당부하는 한편 확실한 입법 조치를 통해 이들의 불만을 수용하기로 하였다.
1935년 뉘른베르크에서 9월 10일부터 일주일 간 나치당의 연례 전당회의가 열렸고, 이곳에 의회가 소집되어 유대인과 비유대인의 혼인을 제한하는 법률과 새 국적법 초안의 작성을 마무리짓기 시작했다. 여러 초안 중 히틀러는 가장 관대한 제안을 채택하였는데, 이는 누가 유대인인지에 대한 정의를 다소 모호히 하고 있었다.
뉘른베르크 법으로 불리는 2개의 법률은 1935년 9월 15일 국가의회에서 만장일치로 통과되었다. 동년 11월에는 롬인, 흑인 등에 대해서도 규정이 확대되었다. 다만 외교 정책의 우려로 인해 법률의 실질적 시행은 베를린 1936년 하계 올림픽 이후부터 본격화되었다.

## 내용과 원문
《독일인 혈통 명예 보호법》은 유대인과 독일인 간의 혼인, 성적 관계를 금지하는 내용이 골자이고, 《국가 시민법》은 오직 독일인의 혈통을 가진 자만이 온전한 시민권을 가질 수 있도록 명시했다. 국가 시민법에 의하면 비-아리아인으로 간주되는 인종의 사람들은 국민의 일원임에도 시민권에 관한 여러 권리가 인정되지 않으며, 특히 "사회적으로 행동이 국가에 충성스러운 자"라는 조건을 추가하며 정치범들의 시민 권리도 박탈할 기준을 마련하였다.
또한 두 법안에 대해 상세한 조례들이 만들어져 유대인, 독일인, 그리고 미슐링(Mischling, 혼혈인) 간의 명확한 구분의 정의와 제국 시민의 정치적 권한 등이 규정되었다. 이후로도 몇년 간 13개에 달하는 추가 법률이 제정되어 정부 보조금의 수령이나 아리아인 대상의 사업도 금지하는 등 유대인의 사회적 지위를 크게 박탈해나갔다.

### 독일인 혈통 명예 보호법
독일 혈통의 순수성이 독일 민족의 계속적인 존립을 위한 필수 조건이라는 인지 하에, 독일 민족의 무궁한 항구적 존립을 보호하고자 하는 불굴의 의지에 감화하여, 국가의회는 다음과 같은 법률을 만장일치로 채택하고 이에 공포한다:
- 1조
  - 1. 유대인과 독일인 및 연관 혈통 간의 혼인은 금지된다. 이에 불구하고 성립한 혼인은 무효이며, 해당 법을 피하여 국외에서 성립한 경우에도 이와 같다.
  - 2. 혼인 무효 소송은 오직 국가 검사에 의하여서만 제기될 수 있다.
- 2조
  - 유대인과 독일인 및 연관 혈통 간의 혼외 관계는 금지된다.
- 3조
  - 유대인은 45세 이하의 독일 국민 및 연관 혈통의 여성을 가정의 고용인으로 둘 수 없다.
- 4조
  - 1. 유대인은 제국의 국기나 상징을 게양하거나 전시할 수 없다.
  - 2. 유대인은 유대인의 상징을 전시할 수 있다. 이 권리의 행사는 국가에 의해 보호된다.
- 5조
  - 1. 제1조의 금지를 위반한 자는 징역에 처한다.
  - 2. 제2조의 금지를 위반한 남성은 징역 또는 금고에 처한다.
  - 3. 제3조 또는 제4조의 조항들을 위반한 자는 1년 이하의 징역형과 벌금, 혹은 둘 중 하나의 형벌에 처한다.
- 6조
  - 내무부 장관은 부총통 및 법무부 장관과 협의하여 이 법의 시행 및 보완을 위한 법률적·행정적 규칙을 발할 수 있다.
- 7조
  - 이 법은 공포 다음날부터 효력을 발하되, 제3조는 1936년 1월 1일부터 발효된다.

### 국가 시민법
국가의회는 다음과 같은 법률을 만장일치로 채택하여 공포한다:
- 1조
  - 1. 국민은 독일국의 보호를 향유하고 결과로서 이를 위한 특수한 의무를 지게 되는 사람을 말한다.
  - 2. 국민의 지위는 국가의 법률들과 국가 시민법이 정하는 바에 따라 취득된다.
- 2조
  - 1. 제국시민은 독일 민족 또는 연관 혈통을 가진 국민으로서, 독일 민족과 제국에 충성할 의지와 능력을 그 품행으로서 증명하는 자를 가리킨다.
  - 2. 제국시민권은 제국시민증의 수여를 통해 취득된다.
  - 3. 오직 제국시민만이 법률이 정하는 바에 따른 온전한 정치적 권리를 가진다.
- 3조
  - 내무부 장관은 부총통과 협동하여 이 법을 시행하고 완성하기 위하여 필요한 법률적·행정적 명령을 발할 수 있다.

## 인종 구분

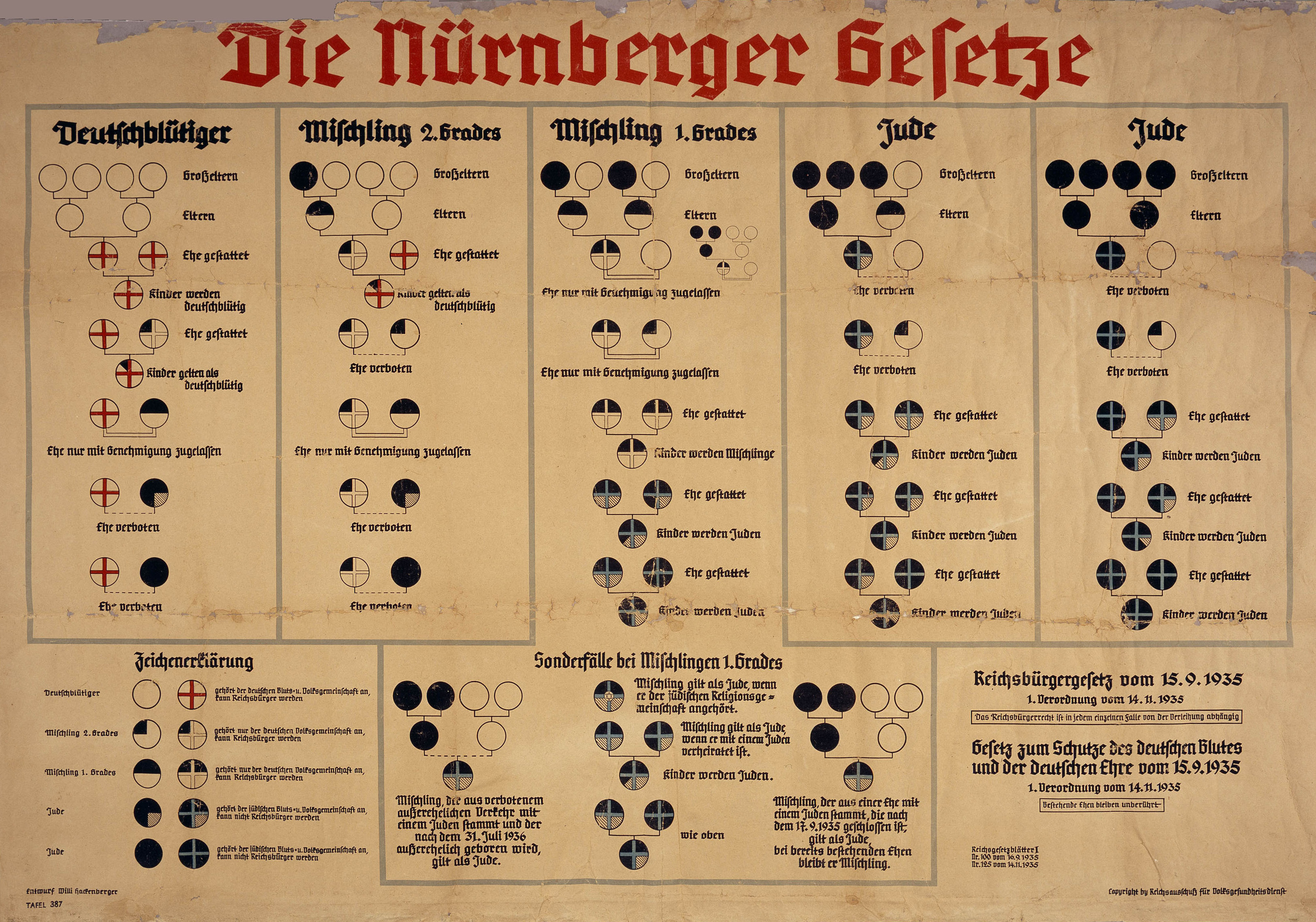
1935년 뉘른베르크 법에 따른 인종 분류. 독일인, 2급 혼혈인, 1급 혼혈인, 유대인으로 구분되어 있다.

이후 독일인 혈통 명예 보호법에 대해 제정된 조례들을 통해 인종 구분과 이들의 관계 규제를 위한 상세한 규칙이 마련되었다. 가계도에서 증조부대의 조상 중 몇 명이 독일인 혹은 유대인으로 분류될 수 있는지를 기준으로 한다.
다음은 1935년 기준의 구분인데, 시간이 흐름에 따라 규정이 더욱 엄격해져 갔다.
1. 독일혈통: 증조부모 8명 중 7~8명이 독일혈통인 경우. 독일 인종과 독일 국민에 속하거나 속하는 것으로 간주하며, 시민권을 부여할 수 있다.
2. 2급 혼혈: 혈통의 3/4가 독일혈통인 경우. 부분적으로만 독일 인종과 독일 국민에 속하며, 시민권을 부여할 수 있다.
3. 1급 혼혈: 혈통의 1/2가 독일혈통인 경우 (추가 규정 있음). 부분적으로만 독일 인종과 독일 국민에 속하며, 시민권을 부여할 수 있다.
4. 유대인: 유대인 혈통이 절반을 넘는 경우. 유대 인종과 유대 공동체에 속하며, 시민권을 부여할 수 없다.

## 영향
뉘른베르크법은 본래부터 탄압받던 유대인 공동체에 치명적인 경제적, 사회적 타격을 가했다. 독일인과 결혼한 유대인들은 법 위반으로 감옥으로 보내졌고, 형기를 마치고도 다시 게슈타포에 의해 강제수용소로 보내어지기도 했다. 독일인들은 유대인과 관계되기를 꺼리게 되었고 유대인이 소유한 상점은 이용객이 없어져 대부분 문을 닫아야 했다. 그러나 앞서 입법된 법률로 인해 유대인은 공무원이나 전문직에 종사하는 것이 금지되었기 때문에 중산층이던 이들도 천한 직업을 가질 수 밖에 없게 되었다. 이민을 하고자 해도 유대인은 출국 시에 재산의 최대 90%를 세금으로 내야 했으며, 행선지도 마땅치 않아 쉬운 결정이 아니었다. 여기에도 만족하지 않은 독일 정부는 마다가스카르 계획 등 이들을 추방할 계획이 실패하자 끝내 1941년부터 최종 해결책으로 불리는 대량 학살 정책을 시작한다.

## 같이 보기
- 아파르트헤이트
- 짐크로 법
- 반제 회담